# Federal Riot Gun
Pour les articles homonymes, voir FRG.

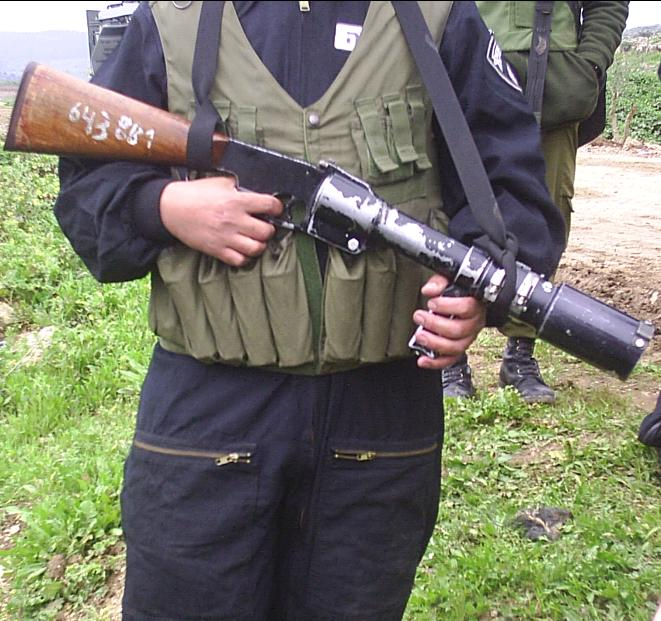
Un garde frontière israélien avec un Federal Riot Gun, modèle M201-Z.

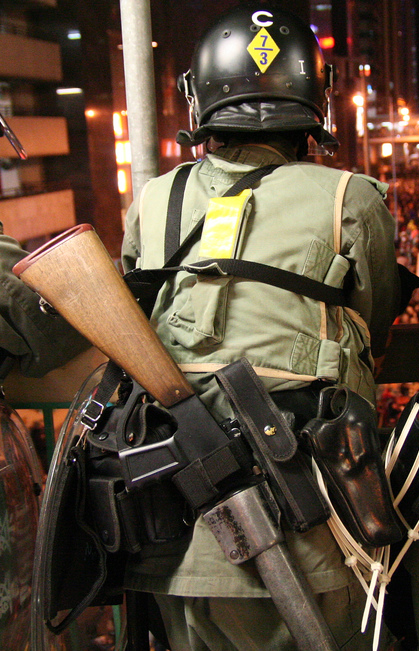
Un membre de la Police Tactical Unit avec un M201-Z.

Le Federal Riot Gun (FRG) est une arme anti-émeute américaine construite par l'entreprise Federal Laboratories (en). Elle est conçue pour lancer des munitions non-létales telles des projectiles en caoutchouc ou du gaz lacrymogène de calibre 37 et 38 mm. Lancés à une vitesse relativement faible, les projectiles en caoutchouc sont destinés à déstabiliser ou étourdir les émeutiers sans causer de blessures sérieuses. 
Introduit dans les années 1930 aux États-Unis, le FRG est devenu le fusil anti-émeute par excellence de la British Army lors du conflit nord-irlandais. Arme à un seul coup, il a depuis été remplacé par le revolver ARWEN 37. 
L'arme a également été utilisée par l'Armée canadienne.
Le modèle le plus commun est le 37-mm M201-Z.